# Лёгкая атлетика на летней Универсиаде 1961 (мужчины)
На соревнованиях по лёгкой атлетике второй летней Универсиады в Софии (Болгария) мужчины разыграли 19 комплектов наград. Наибольшее количество медалей завоевали советские спортсмены — 12 (6 золотых, 5 серебряных, 1 бронзовая).
Легкоатлеты Советского Союза шесть раза поднимались на высшую ступень пьедестала почёта — Валентин Чистяков (100 метров с барьерами), Валерий Брумель (прыжки в высоту), Игорь Тер-Ованесян (прыжки в длину), Виктор Липснис (толкание ядра), Василий Кузнецов (десятиборье) и эстафета 4х100 метров.
Валерий Брумель установил новый мировой рекорд в прыжках в высоту — 2,25 метра. В Софии Василий Кузнецов выиграл вторую золотую медаль Универсиад в легкоатлетическом многоборье.

## Медалисты
| Дисциплина        | Золото                                                                | Золото   | Серебро                                                            | Серебро | Бронза                                                            | Бронза  |
| ----------------- | --------------------------------------------------------------------- | -------- | ------------------------------------------------------------------ | ------- | ----------------------------------------------------------------- | ------- |
| 100 м             | Энрике Фигерола Куба                                                  | 10,38    | Бервин Джонс Великобритания                                        | 10,59   | Ласло Михайфи Венгрия                                             | 10,65   |
| 200 м             | Ласло Михайфи Венгрия                                                 | 21,27    | Брайан Смоуха Великобритания                                       | 21,40   | Брайан Ансон Великобритания                                       | 21,51   |
| 400 м             | Йозеф Троусил Чехословакия                                            | 47,51    | Жак Пенневаерт Бельгия                                             | 48,06   | Отто Грассхофф ФРГ                                                | 48,53   |
| 800 м             | Рон Делэйни Ирландия                                                  | 1.51,1   | Рудольф Клабан Австрия                                             | 1.51,4  | Вольфганг Шёлль ФРГ                                               | 1.51,6  |
| 1500 м            | Томаш Салингер Чехословакия                                           | 3.45,75  | Золтан Вамош Румыния                                               | 3.45,85 | Рудольф Клабан Австрия                                            | 3.46,16 |
| 5000 м            | Янош Пинтер Венгрия                                                   | 14.23,4  | Андрей Барабаш Румыния                                             | 14.23,8 | Петер Кубицки ФРГ                                                 | 14.23,8 |
| 110 м с барьерами | Валентин Чистяков СССР                                                | 14,33    | Клаус Виллимкцик ФРГ                                               | 14,62   | Веслав Крол Польша                                                | 14,81   |
| 400 м с барьерами | Сальваторе Морале Италия                                              | 50,14    | Георгий Чевычалов СССР                                             | 51,80   | Элио Катола Италия                                                | 52,33   |
| Эстафета 4х100 м  | СССР Леонид Бартенев Валентин Чистяков Анатолий Михайлов Эдвин Озолин | 41,22    | Япония Киёси Асаи Хиротада Хаяси Ёдзиро Муро Такаюки Окадзаки      | 41,30   | ФРГ                                                               | 41,35   |
| Эстафета 4х400 м  | ФРГ Петер Хоппе Вольфганг Шёлль Отто Грассхофф Альберт Гравиц         | 3.10,56  | Чехословакия Йозеф Троусил Йозеф Одложил Милан Юлек Томаш Салингер | 3.12,93 | Великобритания Мензис Кэмпбелл Джон Купер Майк Флит Майк Робинсон | 3.14,63 |
| Прыжки в высоту   | Валерий Брумель СССР                                                  | 2,25 WR* | Игорь Кашкаров СССР                                                | 2,06    | Милан Валента Чехословакия                                        | 2,03    |
| Прыжки с шестом   | Димитр Хлебаров Болгария                                              | 4,52     | Жерар Баррас Швейцария                                             | 4,52    | Игорь Петренко СССР                                               | 4,52    |
| Прыжки в длину    | Игорь Тер-Ованесян СССР                                               | 7,90     | Такаюки Окадзаки Япония                                            | 7,67    | Иван Иванов Болгария                                              | 7,58    |
| Тройной прыжок    | Сорин Иоан Румыния                                                    | 15,93    | Олег Ряховский СССР                                                | 15,85   | Томио Ота Япония                                                  | 15,65   |
| Толкание ядра     | Виктор Липснис СССР                                                   | 18,00    | Дитер Урбах ФРГ                                                    | 17,64   | Жигмонд Надь Венгрия                                              | 17,57   |
| Метание диска     | Эдмунд Пёнтковский Польша                                             | 59,15    | Каупо Метсур СССР                                                  | 54,20   | Вирджил Манолеску Румыния                                         | 52,52   |
| Метание молота    | Дьюла Живоцки Венгрия                                                 | 64,62    | Геннадий Кондрашов СССР                                            | 63,38   | Джон Лоулер Ирландия                                              | 63,33   |
| Метание копья     | Гергели Кульчар (Венгрия                                              | 77,65    | Януш Сидло Польша                                                  | 77,48   | Рольф Херингс ФРГ                                                 | 75,67   |
| Десятиборье       | Василий Кузнецов СССР                                                 | 7918     | Милан Кузманов Болгария                                            | 6226    | Клаус-Дитер Рёпер ФРГ                                             | 6209    |

## Ссылка
- Результаты мужского легкоатлетического турнира летней Универсиады 1961 на сайте hickoksports.com (англ.)